# The Sopranos
The Sopranos er en amerikansk dramaserie skabt af David Chase. Den havde premiere på betalings-kabel-tv-kanalen HBO i USA 10. januar 1999, og sluttede sit forløb på seks sæsoner og 86 afsnit 10. juni 2007. Serien er senere blevet genudsendt på flere andre amerikanske kanaler samt i mange lande internationalt, heriblandt Danmark. Serien foregår i New Jersey, hvor den også blev produceret, og omhandler mafiabossen Tony Soprano (James Gandolfini) og de problemer han kommer ud for i hans forsøg på at balancere sit liv mellem hans privatliv og den kriminelle organisation han styrer.
The Sopranos blev en enorm kommerciel og anmeldermæssig succes, er den mest finansielt vellykkede kabel-tv-serie nogensinde og anerkendes som en af de største tv-serier der nogensinde er lavet, samt en skelsættende dramaproduktion.
Serien er blevet kendt for dens høje kvalitetsniveau i hvert aspekt af dens produktion, og er specielt blevet rost for sit manuskript og for de centrale skuespilleres optræden.
Serien har fået æren for at bringe et højere kunstnerisk niveau til tv-mediet, og dermed bane vejen for mange efterfølgende vellykkede dramaserier.
Den har også vundet talrige priser, heriblandt 21 Emmys og 5 Golden Globes.
The Sopranos har som en af grundpillerne af amerikansk populærkultur i 2000'erne været omdrejningspunkt for megen parodi, polemik og analyse, og har ført til bøger,
et computerspil,
populære soundtrack album og en lang række forskellige slags merchandise.
Serien kan på nuværende tidspunkt ses på HBO Max.

## Produktion

### Idé
Før han skabte The Sopranos havde David Chase været manuskriptforfatter i mere end 20 år. Han havde været hyret som stabsmanuskriptforfatter/producer for flere tv-serier (heriblandt Kolchak: The Night Stalker, The Rockford Files, I'll Fly Away og Northern Exposure)
og havde selv en kortlivet original serie, Almost Grown, i 1988.
Før hans succes med The Sopranos havde Chase vundet to Emmy Awards: en i 1980 for at have skrevet tv-filmen Off the Minnesota Strip, og en i 1978 for hans arbejde på The Rockford Files (delt med hans producentkollegaer).
Historien i The Sopranos blev oprindeligt optænkt som en spillefilm om "en gangster i psykoterapi, og som havde problemer med sin mor." Efter nogle input fra hans manager, Lloyd Braun, besluttede Chase sig for at tilpasse det til en tv-serie. I 1995 skrev Chase en udviklingskontrakt med produktionsselskabet Brillstein-Grey og skrev det oprindeligt pilotmanuskript.
Chase forsøgte ifølge eget udsagn at "anvende [sin egen] familiedynamik på gangstere" ved at trække på sine erfaringer med at vokse op i New Jersey."
For eksempel er det stormende forhold mellem seriens hovedperson Tony Soprano og hans mor, Livia, delvist baseret på Chases eget forhold til sin mor. Chase var også i terapi på daværende tidspunkt, og formede personen Dr. Jennifer Melfi efter hans egen psykiater. Chase havde været fascineret af Mafiaen lige fra en helt tidlig alder, og var vokset op med klassiske gangsterfilm som The Public Enemy og serier som The Untouchables såvel som at have set folk vokse op i sådanne miljøer. Serien blev opkaldt efter en af hans venner fra high school. Chase mente at Mafiamiljøet ville lade ham udforske temaer såsom italiensk-amerikansk identitet og voldens natur, blandt meget andet. Chase er selv italiensk-amerikansk – hans oprindelige familienavn var DeCesare.
Chase og producer Brad Grey, dengang fra Brillstein-Grey, viste The Sopranos til flere tv-netværk; Fox viste interesse, men afviste efter Chase havde vist dem pilotmanuskriptet. Chase og Grey sendte til sidst serien til den daværende direktør for HBO Original Programming, Chris Albrecht, som så originalitet og potentiale i serien, og besluttede sig for at finansiere filmningen af en pilotepisode. Albrecht er blevet citeret for at have sagt:
| Citat | Jeg sagde til mig selv at den her serie handler om en fyr som fylder 40. Han har arvet en forretning fra sin far. Han forsøger at bringe den ind i den moderne tidsalder. Han har alt det ansvar som følger med det. Han har en overlegen mor som han stadig forsøger at komme fri fra. Selvom han elsker sin kone, har han haft en affære. Han har to teenagebørn, og han slås med de realiteter som det er. Han er nervøs; han er deprimeret; han begynder at gå til en terapeut fordi han søger mening i sit eget liv. Jeg tænkte: den eneste forskel mellem ham og alle jeg kender er at han er Don af New Jersey. | Citat |
|       | |       |

Pilotepisoden (kaldet "The Sopranos" på dvd-udgivelsen, men generelt kun omtalt som "Pilot") blev filmet i 1997. Chase, som tidligere selv havde instrueret episoder af The Rockford Files og Almost Grown, instruerede den selv. Efter pilotepisoden var færdig og blev vist til et HBO-udvalg blev serien sat på pause i et år, før HBO til sidst valgte at producere den og bestilte en fuld sæson på 13 episoder. Serien havde premiere på HBO 10. januar 1999 med pilotepisoden. The Sopranos var den anden timelange dramaserie produceret af HBO, den første værende sig fængselsdramaet Oz.

### Rollebesætning
Ligesom de personer de portrætterer i serien, er mange af skuespillerne i The Sopranos italiensk-amerikanske. Mange medlemmer af rollebesætningen havde allerede medvirket sammen i film og tv-serier før de mødtes i The Sopranos. Serien har i alt 27 skuespillere til fælles med Martin Scorseses gangsterfilm Goodfellas fra 1990, heriblandt de centrale rolleindehavere Lorraine Bracco, Michael Imperioli, Frank Vincent, Suzanne Shepherd og Tony Sirico. 8 The Sopranos-skuespillere har også medvirket i komedien Mickey Blue Eyes fra 1999.
Den centrale rollebesætning blev sat sammen gennem en proces af prøver. Skuespillere vidste ofte ikke om Chase kunne lide deres optræden eller ej. Michael Imperioli, som vandt over flere andre skuespillere i kampen om rollen som Christopher Moltisanti, husker:
| Citat | Han har et pokerfjæs, så jeg troede at han ikke brød sig om mig, og han blev ved med at give mig noter og få mig til at prøve det igen, hvilket ofte er et tegn på at du ikke gør det rigtigt. Jeg tænkte "Jeg får ikke den her rolle". Så sagde han tak, og jeg gik. Jeg forventede ikke at høre mere. Og så ringede de. | Citat |
|       | |       |

James Gandolfini blev inviteret til at aflægge prøve til rollen som Tony Soprano efter castinginstruktøren Susan Fitzgerald så et kort klip af hans optræden i filmen True Romance fra 1993. Lorraine Bracco, som tidligere havde spillet rollen som gangsterkonen Karen Hill i Goodfellas, blev oprindeligt bedt om at spille rollen som Carmela Soprano. Hun valgte dog rollen som Dr. Jennifer Melfi i stedet, fordi hun ønskede at prøve noget anderledes, og følte at det ville være mere udfordrende for hende at spille den højt-uddannede Dr. Melfi.
Tony Sirico, som selv har en fortid som kriminel,
blev hyret til at spille Paulie Gualtieri med den betingelse at hans person ikke ville blive gjort til en "stikker."
Chase inviterede musikeren "Little Steven" Van Zandt (kendt som guitarist i Bruce Springsteen's E Street Band) til at komme til prøve for en rolle i hans serie, efter at have set ham live ved Rock & Roll Hall of Fame-ceremonien i 1997 og være blevet imponeret af hans fremtoning og væremåde. Van Zandt, som aldrig før havde optrådt som skuespiller, accepterede at medvirke i serien som Tony Sopranos consiglieri Silvio Dante.
Dantes kone spilles af Van Zandts kone Maureen.
Med undtagelse af den Oscar-nominerede Bracco (Goodfellas), Dominic Chianese (The Godfather Part II, såvel som teateroptrædender) og Emmy-vinder Nancy Marchand (Lou Grant), bestod rollebesætningen i debutsæsonen af serien af fuldstændig ukendte skuespillere. Efter seriens gennembrudssucces blev mange af skuespillerne rost for deres evner, og modtog mainstreamopmærksomhed.
I efterfølgende sæsoner kom flere velkendte skuespillere (Joe Pantoliano, Robert Loggia, Steve Buscemi, Frank Vincent) med i seriens faste besætning sammen med andre velkendte skuespillere i tilbagevendende roller, såsom Peter Bogdanovich, John Heard, Robert Patrick, Peter Riegert, Annabella Sciorra og David Strathairn. Flere kendte skuespillere har medvirket i blot en enkelt episode, heriblandt Charles S. Dutton, Ken Leung, Ben Kingsley, Elias Koteas, Annette Bening, Sydney Pollack og Burt Young.

### Mandskab
Skaber og producent David Chase arbejdede som show runner og head writer i løbet af produktionen af alle seks sæsoner af serien, og bidrog betragteligt til hver episode. Han er kendt for at være en meget kontrollerende, krævende og specifik producent. Udover at skrive eller være medforfatter på flere episoder pr. sæson, overvågede Chase også al klipning, konsulterede episodeinstruktørerne, gav skuespillerne rollemotivation, godkendte valg af hyrede roller og scenedetaljer og foretog omfattende ukrediteret omskrivning af flere episoder skrevet af andre manuskriptforfattere. Brad Grey arbejdede som producent ved siden af Chase, men kom ikke med skaberinput til serien.
Mange medlemmer af det skabende hold bag The Sopranos blev udvalgt af Chase, nogle var hans gamle venner og kollegaer; andre blev valgt efter interviews afholdt af showets producenter.
Mange af seriens manuskriptforfattere arbejdede allerede med tv før The Sopranos. Forfatterholdet og ægteparret Robin Green og Mitchell Burgess, som sammen skrev eller var medforfattere til 19 episoder af serien mellem 1999 og 2006, havde tidligere arbejdet med Chase på Northern Exposure.
Terence Winter, som blev forfatter på serien i løbet af dens anden sæson, praktiserede jura i to år før han besluttede sig for en karriere som manuskriptforfatter, og vandt Chases opmærksomhed.
Matthew Weiner, stabsforfatter i løbet af seriens femte og sjette sæson, skrev et spec script til en serie kaldet Mad Men i 2000 (den blev senere produceret af AMC i 2007). Manuskriptet blev videregivet til Chase, som, efter at have læst det, var så imponeret at han øjeblikkeligt tilbød Weiner et job som manuskriptforfatter for The Sopranos.
To medlemmer af rollebesætningen skrev også episoder til serien: Michael Imperioli, som spiller Christopher Moltisanti, er også manuskriptforfatter og skrev fem episoder til serien, hvoraf mange omhandler italiensk-amerikanske problemstillinger;
Toni Kalem, som spiller Angie Bonpensiero, skrev også en episode.
Blandt andre manuskriptforfattere for serien har været Frank Renzulli, Todd A. Kessler (kendt som medskaber af Damages), og forfatterparret Diane Frolov og Andrew Schneider (skabere af Easy Money).
Før de instruerede The Sopranos havde mange af seriens instruktører ligeledes arbejdet med andre tv-serier. Mange af instruktører havde også baggrund indenfor independentfilm. Seriens mest brugte instruktører var Tim Van Patten (20 episoder), John Patterson (13 episoder), Allen Coulter (12 episoder) og Alan Taylor (9 episoder), som alle havde en baggrund indenfor tv. Skuespillerne Steve Buscemi og Peter Bogdanovich har også været instruktører for serien. Chase instruerede selv to episoder, pilotepisoden og seriens afslutning. Alik Sakharov var seriens oprindelige filmfotograf, og delte senere hen arbejdet med Phil Abraham. Seriens fotografi og instruktion er blevet rost for dens spillefilmskvalitet.
Dette blev opnået af Chases samarbejde med Sakharov: "David ønskede et udtryk som kunne stå på sine egne ben. [...] Lige fra pilotepisoden ville vi sætte os ned med hele manuskriptet og dele det op i fotos og vinkler. Det er hvad man gør med spillefilm."

### Musik
The Sopranos er blevet kendt for dens eklektiske valg af musik, og er blevet rost af anmeldere for dens effektive brug af allerede indspillede sange.
Chase udvalgte personligt alt seriens musik sammen med producenten Martin Bruestle og den musikansvarlige Kathryn Dayak, nogle gange også med input fra Steven Van Zandt. Musikken blev normalt valgt når først produktionen og redigeringen af en episode var færdiggjort, men somme tider blev sekvenser filmet til at passe til forudvalgte musikstykker.
Seriens åbningstema er "Woke Up This Morning" (Chosen One Mix), skrevet og indspillet af det britiske band Alabama 3. En forskellig sang spiller over rulleteksterne for hver enkelt episode, med få undtagelser. Mange sange gentages flere gange i løbet af en episode, såsom "Living on a Thin Line" af The Kinks i episoden "University" fra sæson tre, og "Glad Tidings" af Van Morrison i slutepisoden for sæson 5, "All Due Respect." Andre sange høres flere gange i løbet af serien. Et eksempel er "Con te partirò", indspillet af den italienske sanger Andrea Bocelli,
som bliver spillet flere gange i forbindelse med Carmela Soprano.
Mens serien gør brug af en enorm mængde allerede-indspillet musik, er den også kendt for sin mangel på originalt komponeret filmmusik, sammenlignet med andre tv-programmer.
Der er blevet udgivet to soundtrackalbum indeholdende musik fra serien. Det første, The Sopranos: Music from the HBO Original Series, blev udgivet i 1999. Det indeholder udvalg fra seriens første to sæsoner og nåede 54. plads på den amerikanske Billboard 200.
Et andet soundtrackalbum, The Sopranos: Peppers & Eggs: Music from the HBO Original Series, blev udgivet i 2001. Dette dobbeltalbum indeholder sange og udvalgt dialog fra seriens første tre sæsoner.
Det nåede 38. plads på Billboard 200.

### Sæt og områder
Størstedelen af de udendørsscener der finder sted i New Jersey blev filmet på stedet, hvorimod størstedelen af indendørsscenerne—heriblandt størstedelen af indersiden af Soprano-residensen, baglokalet i stripklubben Bada Bing! og Dr. Melfi's psykiatrikontor—blev filmet i Silvercup Studios i Queens, New York City.
Slagterforretningen, et centralt mødested for seriens gangstere, var i pilotepisoden kendt som Centanni's Meat Market, hvilket er et virkeligt slagteri i Elizabeth, New Jersey. Efter serien blev købt af HBO leasede producenterne en bygning i Kearny, New Jersey. Igennem resten af produktionsperioden blev denne bygning brugt til at filme scener til både udenfor og indenfor slagterforretningen, som nu var blevet omdøbt Satriale's.
Efter serien sluttede blev bygningen revet ned.
Bada Bing!, en stripklub i serien ejet og drevet af Silvio Dante, er en virkelig stripklub på Route 17 i Lodi, New Jersey. Både udendørs- og indendørsscener (bortset fra baglokalet) blev filmet på stedet. Klubben hedder Satin Dolls og har fungeret som regulær stripklub både før, under og efter serien. Der blev derfor udarbejdet en forretningsaftale med ejeren. Locations manager Mark Kamine har genkaldt at ejeren var "meget åben" så længe filmningen ikke "faldt sammen med hans åbningstider." Restauranten Nuovo Vesuvio, ejet og drevet i serien af Artie Bucco, er en restaurant kaldet Manolo's, og som ligger i Elizabeth, New Jersey. Alle udendørs- og indendørsscenerne i Soprano-hjemmet blev filmet i en privat bolig i North Caldwell, New Jersey.

### Åbningssekvens
En genkendelig del af The Sopranos er seriens åbningssekvens. Tony Soprano ses køre ud af Lincolntunnelen og køre op på New Jersey Turnpike. Flere landemærker i og omkring Newark og Elizabeth kan ses.
Sekvensen slutter med at Tony kører ind i indkørslen til hans forstadshjem. Chase har udtalt at målet med sekvensen var at vise at denne mafiaserie handlede om New Jersey, i modsætning til New York, hvor de fleste af sådanne dramaer har fundet sted.
I de første tre sæsoner kan der, mellem Tonys exit fra tunnelen og hans indkørsel på Turnpike, ses et billede af World Trade Center-tårnene i hans bakspejl. Efter terrorangrebet 11. september 2001 blev dette billede fjernet, startende fra begyndelsen af seriens fjerde sæson.

## Personer
The Sopranos omhandler en række personer i løbet af dens seks sæsoner. Nogle medvirker kun i enkelte sæsoner, mens andre er gennemgående for hele serien. Alle personer blev skabt af David Chase, medmindre andet er angivet.
James Gandolfini spiller Tony Soprano. Tony, seriens hovedperson, er en capo i den New Jersey-baserede DiMeo-familie i begyndelsen af serien, og fungerende boss fra sæson to og frem. Han er også patriark i sin egen familie. Han bliver let deprimeret, og begynder i seriens første episode at gå til psykiater. I løbet af serien anstrenger Tony sig for at balancere sit familieliv op mod sin karriere i mafiaen.
Lorraine Bracco spiller Dr. Jennifer Melfi, Tonys psykiater igennem serien. Dr. Melfi er en midaldrende, fraskilt italiensk-amerikansk kvinde med en søn på college. Hun behandler Tony så godt hun kan, på trods af at de ofte bliver uenige om diverse problemer. De to har også seksuelle følelser for hinanden, selvom Melfi aldrig åbent viser det.
Blandt komplikationerne i Tonys liv er hans anspændte forhold til sin kone Carmela Soprano (Edie Falco) og deres to børn, Meadow (Jamie-Lynn Sigler) og Anthony Junior (Robert Iler).
Blandt rollerne er også andre medlemmer af Tonys familie, deriblandt hans mor Livia (Nancy Marchand), søster Janice (Aida Turturro), onkel Corrado "Junior" Soprano (Dominic Chianese), som til at begynde med teknisk set bliver boss efter den tidligere fungerende boss Jackie Aprile, Sr dør, fætter Tony Blundetto (Steve Buscemi) og nevø (egentlig stedfætter) Christopher Moltisanti (Michael Imperioli). Både Livia og Janice er drevne manupulatorer med deres egne emotionelle problemer. Tonys onkel Junior er involveret i hans kriminelle organisation, og deres familiebånd støder ofte sammen med deres kriminelle ambitioner. Både hans fætter Tony og nevø Christopher er også involveret i hans "anden" familie, og deres handlinger er en yderligere kilde til konflikt. Christopher har problemer med narkotika og alkoholisme, og et ønske om at få respekt, mens Tony Blundetto håber på at begynde på et lovligt liv, men har voldelige tendenser.
Tonys tætte cirkel indenfor DiMeo-familien omfatter Silvio Dante (Steven Van Zandt), Peter Paul "Paulie Walnuts" Gualtieri (Tony Sirico) og Salvatore "Big Pussy" Bonpensiero (Vincent Pastore). Silvio er Tonys consigliere og bedste ven. Paulie og Big Pussy er gamle soldater i familien og tætte allierede, som har arbejdet sammen med Tony og hans far; Paulie bliver snart efter capo og senere yderligere forfremmet til underboss. Blandt andre medlemmer af Tonys kriminelle organisation er Patsy Parisi (Dan Grimaldi) og Furio Giunta (Federico Castelluccio). Patsy er en stille soldat, som er god til tal. Furio er en importeret arbejdskraft fra Italien, som bliver Tonys frygtede gorilla.
Af andre vigtige medlemmer af DiMeo-familien er Bobby "Bacala" Baccalieri (Steven R. Schirripa), Richie Aprile (David Proval), Ralph Cifaretto (Joe Pantoliano), Eugene Pontecorvo (Robert Funaro) og Vito Spatafore (Joseph R. Gannascoli). Bobby er en af Juniors underordnede, som Tony i begyndelsen mobber, men senere accepterer ind i sin inderste cirkel. Cifaretto er klog, ambitiøs og god til at tjene penge ind til familien, men hans arrogance og tendens til at være utålelig, respektløs og meget voldelig får Tony til at afsky ham. Richie Aprile bliver løsladt fra fængslet i sæson to og skaber hurtigt bølger i organisationen. Pontecorvo er en ung soldat som bliver "made man" samtidig med Christopher. Spatafore arbejder sig vej op ad rangstigen og får den største indtjening af alle i Aprile-mandskabet, men har en hemmelighed i sit privatliv.
Blandt venner af Sopranofamilien er Herman "Hesh" Rabkin (Jerry Adler), Adriana La Cerva (Drea de Matteo), Rosalie Aprile (Sharon Angela) Angie Bonpensiero (Toni Kalem) og Artie (John Ventimiglia) og Charmaine Bucco (Kathrine Narducci). Hesh er en rådgiver og ven af Tony, og tjente tidligere samme rolle for Tonys far. Adriana er Christophers kæreste igennem længere tid; de to har et stormfuldt forhold. Rosalie er enke efter den tidligere DiMeo-boss og en tæt ven af Carmela. Angie er Salvatore Bonpensieros kone, som senere selv kommer ud på arbejdsmarkedet. Artie og Charmaine er gamle skolekammerater med Tony og Carmela Soprano, og ejer den populære restaurant Vesuvio. Charmaine ønsker ikke at associeres med Tony og hans folk på grund af deres kriminelle baggrund, og bliver ofte nødt til at insistere da Artie—en lovlydig og hårdtarbejdende mand—tiltrækkes af Tonys livsstil.
John "Johnny Sack" Sacramoni (Vince Curatola), Phil Leotardo (Frank Vincent) og "Little" Carmine Lupertazzi, Jr. (Ray Abruzzo) er alle vigtige personer fra den New York-baserede Lupertazzi-familie, som deler en stor del af dens aktiviteter med Soprano-organisationen. Selvom Lupertazzis- pg DiMeos-familiernes interesser ofte er modstridende, fastholder Tony et hjerteligt forretningsforhold med Johnny Sack, og foretrækker at lave aftaler der gavner begge familier. Hans næstkommanderende, og senere arvtager, Phil Leotardo, er mindre venlig, og sværere for Tony at gøre forretning med. Little Carmine er søn af familiens første bos, og kappes med de andre om magten.

## Plotsynopsis

### Sæson 1
Serien begynder med at Tony Soprano falder om efter at være blevet ramt af panikangst. Dette får ham til at påbegynde terapi med Dr. Jennifer Melfi. Gradvist afsløres historien: detaljer om Tonys opvækst, hvor hans fars indflydelse havde påvirket hans eget liv som gangster meget, men endnu mere hvordan Tonys mor, Livia, var hævngerrig og muligvis led af en personlighedsforstyrrelse; hans komplicerede forhold til sin kone Carmela, såvel som hvad hun selv føler om hendes mands forbindelser til cosa nostra; hans børn, Meadow og Anthony Jr., som begge i stigende grad finder ud af deres fars forbindelse til mafiaen; føderale anklageskrifter som bringes frem i lyset efter nogen i hans organisation har sladret til FBI; og hans egen onkels planlægning af hans død. Efter at have beordret henrettelsen af Brendan Filone og den imiterede henrettelse af Christopher Moltisanti, bliver Tonys onkel Junior installeret som ny boss i familien (efter den tidligere boss Jackie Aprile, Sr. dør af kræft), mens det i virkeligheden er Tony der kontrollerer de fleste ting fra bag scenen. Da Tony overlever Juniors plan om at myrde ham, og finder ud af hvem der står bag, svarer han igen med at beordre flere af de medvirkende henrettet, og konfronterer samtidig sin mor for hendes rolle i planlægningen af mordet på ham. Hun får et psykologisk udløst pseudo-slagtilfælde. Junior arresteres af FBI.

### Sæson 2
I begyndelsen af anden sæson løslades Jackies bror Richie Aprile fra fængsel og viser sig at være ukontrollabel hvad angår kriminelle aktiviteter; han påbegynder også et forhold med Tonys søster Janice, som er ankommet fra Seattle. Tonys ven "Big Pussy" vender hjem til New Jersey efter at have været fraværende i påfaldende lang tid.
Christopher Moltisanti bliver forlovet med sin kæreste Adriana La Cerva. Matthew Bevilaqua og Sean Gismonte, to lavtstående gangstere tilknyttet familien, som er utilfredse med deres mangel på anerkendelse i Soprano-mandskabet, forsøger at skabe sig et omdømme ved at forsøge at dræbe Christopher. Deres plan giver bagslag; Christopher overlever angrebet (selvom han bliver alvorligt såret), og dræber Sean i selvforsvar, mens Tony og Big Pussy snart efter kidnapper og myrder Matthew.
Junior placeret i husarrest mens hans retssag venter på at blive behandlet. Richie, som er frustreret over Tonys autoritet over ham, beder Junior om at få Tony dræbt. Junior lader som om han er interesseret, og informerer derefter Tony om Richies intentioner, hvilket giver Tony endnu et problem at skulle få styr på. Situationen løses dog uventet da Janice dræber Richie efter et voldeligt skænderi; Tony og hans mænd skjuler alle beviser på mordet, og Janice rejser tilbage til Seattle.
Tony indser at Big Pussy er en FBI-stikker; så han, Silvio Dante og Paulie Gualtieri dræber Big Pussy om bord på en båd, og vikler ham derefter ind i kæder og kaster ham overbord.

### Sæson 3
Den ambitiøse Ralph Cifaretto vender, efter at have været på en længere ferie i Miami, Florida, tilbage i seriens tredje sæson, da Aprile-mandskabets capo Richie Aprile er "forsvundet". Han får et forhold til Rosalie Aprile, enken efter den afdøde boss Jackie Aprile, Sr.. Da man formoder at Richie er blevet en del af FBI's vidnebeskyttelsesprogram overtager Ralph uofficielt kontrollen med Aprile-mandskabet, og viser sig at være ekstraordinært fiks og god til at tjene penge til familien. Selvom Ralphs udmærkelser naturligt ville gøre ham egnet som den næste capo, gør hans ulydighed at Tony ikke forfremmer ham, og i stedet giver forfremmelsen til den mindre kvalificerede – men lærenemme – Gigi Cestone, hvilket bliver en kilde til megen bitterhed mellem ham og Ralph.
Ralph overskrider i sidste ende grænsen da han en aften, høj på kokain, får et raseriudbrud under en konfrontation med en af hans pigevenner, Tracee, og tæver hende til døde. Da Tony opdager det, og tilmed finder ud af at hun muligvis var gravid med Ralphs barn, overtræder han det traditionelle mafiakodeks ved at slå og sparke ham gentagne gange foran hele familien. Forholdet mellem de to er herefter iskoldt indtil Gigi Cestone uventet dør af en aneurisme mens han sidder på toilettet, hvilket tvinger Tony til modvilligt at forfremme Ralph til capo.
Bobby Baccalieris far Bobby Baccalieri, Sr. kommer tilbage fra sin pensionering for at tage sig af mordet på en ung hidsigprop Mustang Sally – hans gudsøn kun af navn – som også sendte Vito Spatafores bror, Bryan, i koma. Han dræber manden og dennes ven i hjemmet, men mens han kører hjem får Bacala, Sr., som er døende af lungekræft, et astmaangreb og dør, da hans bil rammer en telefonpæl.
Da Silvio bliver ramt af influenza sender Tony Paulie Gualtieri og Christopher Moltisanti for at afhente hans penge fra en russisk gangster ved navn Valery. Paulie og Valery begynder en ophedet diskussion som pludselig ender med en intens kamp i russerens lejlighed, hvorefter Paulie og Chris vikler ham ind i et tæppe og tager ham ud til Pine Barrens for at begrave ham i den tro at han er død. Da de ankommer opdager de til deres store ærgrelse at han stadig er i live. Russeren overrasker de to, og slår dem ned med en skovl længe nok til at kunne flygte. Christopher skyder mod ham, og rammer ham tilsyneladende i hovedet, selvom russeren på mystisk vis forsvinder bag en vold. Paulie og Chris ender med at være spærret inde i en mareridtsagtig rejse efter de farer vild i den tilsneede og frysende skov, og først bliver reddet af Tony og Bobby Bacala den næste morgen.
Jackie Aprile, Jr. får et forhold med Meadow og falder derefter hen i et letsindigt liv med stoffer og kriminalitet. Tony forsøger til at begynde med at opføre sig som en mentor for Jackie men bliver efterhånden utålmodig med hans eskalerende dårlige opførsel, specielt da Jackies forhold med Meadow begynder at blive seriøst. Inspireret af en historie fra Ralph om hvordan Tony, Jackies far og Silvio Dante blev made men, udfører Jackie og hans venner Dino Zerilli og Carlo Renzi en lignende aktion, og forsøger at røve Eugene Pontecorvos lørdagspokerspil så de kan opnå familiens anerkendelse. Planen giver dog bagslag da Jackie går i panik på grund af kortspilleren "Sunshines" konstante afbrydelser, og skyder ham. Dino og Carlo bliver dræbt i løbet af røveriet, men det lykkes Jackie at slippe væk. Tony beslutter sig for at overlade beslutningen vedrørende Jackie Jr.'s afstraffelse til Ralph. På trods af hans rolle som stedfar beslutter Ralph sig til sidst for at få Jackie Jr. dræbt.
Livia dør af et slagtilfælde. Tony påbegynder en affære med Gloria Trillo, som er en anden af Dr. Melfis patienter. Deres forhold er kort og stormende. I mellemtiden bliver Dr. Melfi voldtaget. Junior får konstateret mavekræft; hvilket går i bedring efter kemoterapi. A.J. fortsætter med at komme i problemer i skolen på trods af hans succes på fodboldholdet; dette kulminerer i at han bliver bortvist.

### Sæson 4
I den fjerde sæson informerer Tony Soprano Christopher Moltisanti om at den mand som myrdede hans far, da Chris var lille, Barry Haydu, stadig er i live – i modsætning til hvad Christopher selv tidligere troede. En nat overvåger Tony og Chris Haydus pensioneringsfest, hvorefter Tony giver Chris hans adresse. Da Chris spørger hvorfor Haydu havde fået lov til at leve så længe, fortæller Tony at han var et værdsat aktiv, men at han nu ikke længere var noget værd, da han havde trukket sig tilbage. Chris skjuler sig i Haydus hjem, overfalder ham da han vender hjem fra festen, og myrder ham efterfølgende.
New York-underboss Johnny Sack bliver rasende efter han hører om at Ralph Cifaretto havde lavet en upassende joke om hans kones overvægt. Han søger om tilladelse til at få Ralph henrettet, men bliver afvist af bossen Carmine Lupertazzi; Johnny Sack beordrer alligevel mordet på Cifaretto, men afblæser det i sidste øjeblik, hvilket redder ikke blot Cifarettos liv men også hans eget, da Carmine indirekte havde arrangeret mordet på Johnny Sack for dennes ulydighed.
Tony og Ralph investerer i en væddeløbshest kaldet Pie-O-My, som vinder dem flere løb og en stor mængde penge. Senere i sæsonen, da Ralphs 12-årige søn Justin bliver alvorligt såret af en pil og havner i koma, efter at have leget Ringenes Herre, tror Tony at Ralph har brændt Pie-O-My levende i en staldbrand for at få de 200.000$ i forsikringssum som han og Ralph for nylig havde sat på hesten. Tony konfronterer Ralph i dennes hus om morgenen efter branden, og selvom Ralph kraftigt benægter at have påsat branden, antyder han Tonys hykleri i at Tony ikke har den samme interesse for menneskers liv, eller at de kuverter med penge han modtager kommer fra at skade uskyldige folk. De to kommer endnu en gang op at slås, hvilket kulminerer med at Tony kvæler Ralph ihjel på køkkengulvet. Han får Christopher til at hjælpe sig med at skille sig af med liget; de afhugger hoved og hænder og begraver dem separat på Mikey Palmices indlagte fars gård (en hentydning til Ralphs yndlingsfilm Gladiator, hvori en mand får hugget sit hoved af) hvorefter de kaster hans lig ned i et stenbrud.
Da han forlader retsbygningen bliver onkel Junior ramt i hovedet af en mikrofon, og falder flere trin ned, hvilket påbegynder udviklingen af hans Alzheimers, som han ikke selv er klar over at han har. Hans advokat og Tony anbefaler ham at udnytte denne gyldne mulighed, at opføre sig mentalt uligevægtig, og bruge det som en grund til ikke at kunne fortsætte retssagen, hvilket ville frikende ham fra hans Racketeer Influenced and Corrupt Organizations Act (RICO)-anklager; hans skuespil bliver dog snart alvor da han virkelig begynder at miste sin hukommelse. Senere truer Eugene Pontecorvo dog et medlem af juryen til at stemme ikke-skyldig, hvilket fastlåser juryen og tvinger dommeren til at lade retssagen gå om pga. procedurefejl.
Efter Bobby Baccalieris kones død påbegynder Janice et romantisk forhold med ham. Christophers heroinafhængighed bliver mere alvorlig, hvilket tvinger hans familie og venner til at sætte sig ned med ham og konfrontere ham, hvorefter han tager på en afvænningsklinik. Adriana bliver ven med en kvinde som i virkeligheden er FBI-agent; da venskabet stopper afslører kvinden sin identitet og fortæller Adriana at den eneste måde hvorpå hun kan undgå fængselsstraf for at lade folk handle med narkotika i hendes bar er ved at blive FBI-informant. Adriana accepterer nødtvungent at lække informationer til FBI.
Carmela, hvis forhold til Tony er anspændt på grund af finansielle bekymringer og Tonys utroskab, udvikler en gensidig forelskelse i Furio Giunta. Furio overvejer en nat at myrde Tony, da denne er voldsomt beruset; han skubber Tony mod deres helikopters propeller, men trækker ham i sidste øjeblik tilbage og undskylder det med at Tony stod for tæt på. Den næste morgen har Tony dog fuldstændig glemt episoden. Furio kan ikke overskride sit personlige moralkodeks, såvel som den gamle sicilianske mafias, såsom loyalitet mod ens capo, og vender efterfølgende i al hemmelighed tilbage til Italien, hvilket efterlader Carmela mismodig. Efter Tonys tidligere elskerinde i fuldskab ringer hjem til hende og i detaljer fortæller om hendes og Tonys forhold, smider Carmela Tony ud. Tony mødes med Johnny Sack, som foreslår Tony at myrde Carmine Lupertazzi, hvilket Tony dog nægter.

### Sæson 5
I den femte sæson introduceres en række helt nye personer i serien, heriblandt Tonys fætter Tony Blundetto, som løslades fra fængslet samtidig med andre gangstere. Blandt de andre løsladte er den tidligere DiMeo-capo Michele "Feech" La Manna,
hvis pokeraften blev røvet tilbage i 1980'erne for at gøre Tony og Jackie Aprile respekterede made men, Lupertazzi-capoen Phil Leotardo, og den semi-pensionerede Lupertazzi-consigliere Angelo Garepe. Tony tilbyder Tony Blundetto en plads i sin organisation, men Blundetto takker nej, da han er opsat på at ville leve et lovlydigt liv uden kriminalitet. Han begynder at tage kurser for at bestå en eksamen som massageterapeut og planlægger at åbne sin egen massageklinik. Carmine Lupertazzi dør pludselig af et slagtilfælde, og hans død efterlader den meget omstridte plads som boss for Lupertazzi-familien åben, hvilket underboss Johnny Sack og Carmines søn Carmine Lupertazzi, Jr. snart begynder at kæmpe indbyrdes om.
Da Feech La Manna viser sig at være respektløs og uregerlig, arrangerer Tony tøvende at han bliver sendt tilbage til fængslet ved at lokke ham til at opbevare stjålne plasma-tv'er og efterfølgende tippe myndighederne om det.
Krigen mellem Johnny Sack og Carmine, Jr. begynder da Johnny får Phil og hans håndlangere til at dræbe lånehajen Lorraine Calluzzo for at have betalt til Carmine i stedet for Johnny. Tony B.'s forsøg på at leve et lovlydigt liv når en brat slutning efter han havner i et ophedet slagsmål med sin arbejdsgiver Sungyon Kim, som var gået med til at blive forretningspartner i etableringen af massageklinikken, men intet havde gjort og i stedet havde ladet Blundetto gøre al arbejdet. Angelo Garepe, som var en af Tony B.'s bedste venner i fængslet, og Lupertazzi-capoen Rusty Millio tilbyder Tony B. opgaven at dræbe Joey Peeps som gengældelse for Calluzzos død, da Johnny Sack menes at have høje tanker om Joey, og han samtidig ikke er made man. Tony B. nægter til at begynde med, men efter at have hørt hans tvillingesønner tale om hvor vidunderligt alting var i Soprano-residensen bliver Tony B. desperat efter at tjene penge, og accepterer senere opgaven. Han opsøger Joey og hans prostituerede udenfor et bordel en nat, nedskyder dem begge og flygter fra gerningsstedet. Johnny Sack opdager via et øjenvidne at det var Tonys fætter som myrdede Joey, bliver rasende og truer med at dræbe både Tony B. og Carmine Lupertazzi, Jr., omend det lykkes Tony at overbevise Johnny Sack om at Tony B. ikke havde noget at gøre med mordet, og dermed køle tingene lidt ned. Johnny Sack gengælder dog ved at få Phil og dennes bror Billy Leotardo til at myrde Tony B.'s gode ven Angelo Garepe. Tony B. – som bliver ude af sig selv af raseri, da Angelo var en faderfigur for ham – finder Leotardobrødrene en aften og beskyder dem med en Desert Eagle, hvilket dræber Billy og sårer Phil.
Tony og Carmela forbliver separerede og Tony bor i stedet i sine forældres tidligere hus med sin barndomsven Artie Bucco, som også er blevet forladt af sin kone. Carmela, som nu er den eneste autoritetsfigur for A.J. i Soprano-huset, bliver frustreret da hendes regler fører til at hendes søn begynder at hade hende; hvilket får hendes til at tillade A.J. at bo hos sin far. Hun har et kortvarigt forhold med Robert Wegler, A.J.'s skolevejleder; han stopper abrupt forholdet da han mistænker hende for at manipulere ham til at forbedre A.J.'s karakterer. Tony og Carmela forsoner sig med deres ægteskab; Tony lover at være mere loyal og går også med til at betale for en del af den ejendom som Carmela ønsker at opbygge.
Tony skaffer Meadows kæreste Finn DeTrolio et sommerjob på organisationens byggeplads, som drives og administreres af Aprile-mandskabets nye capo Vito Spatafore. Finn kommer tidligt i morgen og opdager til sin græmmelse Vito give en sikkerhedsvagt oralsex. Vito forsøger at blive gode venner med Finn for at sikre at andre ikke får det at vide. Finn siger til sidst op fordi han er bange for at Vito kunne blive voldelig for at beholde hemmeligheden.
Overvældet af skyldfølelse tilstår Adriana La Cerva endelig til Christopher at hun har arbejdet som stikker for FBI. Christopher bliver ramt af stor sorg og dræber hende næsten, men kan ikke få sig selv til at fuldende det. Han fortæller Tony som efterfølgende får Silvio Dante til at samle Adriana op under påskud af at han kører hende til hospitalet hvor Christopher er indlagt efter at have forsøgt selvmord. I virkeligheden kører han hende dog ud i skoven hvor han henretter hende.
Phil Leotardo og hans håndlangere tæver brutalt Benny Fazio i et forsøg på at finde ud af hvor Tony B. er; Phil truer også med at få Christopher myrdet hvis ikke han får Tony B.'s gemmested at vide. For at undgå at flere af hans folk kommer til skade, og for at pacificere Lupertazzi-familien, beslutter Tony sig i sidste ende for selv at myrde sin fætter, da han hører at hvis Phil nåede til ham først ville han ikke blot dræbe ham, men torturere ham først. Tony sporer Tony B. til deres onkel Pat Blundettos nu-solgte gård i New York, og myrder ham med et haglgevær. Phil er dog rasende over at han ikke fik tilfredsstillelsen ved selv at gøre det. Tony og Johnny Sack mødes ved Sacks hus for at mægle, men Johnny Sack arresteres af FBI, mens Tony flygter ind i skoven.

### Sæson 6
Ved begyndelsen af den sjette sæson bliver Tony skudt af sin nu senile og forvirrede onkel Junior. Mens han er i koma, drømmer Tony at han er en sælger på forretningsrejse, hvor han fejlagtigt forveksler sin kuffert og identifikation med en mand ved navn Kevin Finnerty. Tonys bedring efter nedskydningen ændrer hans livssyn, og han forsøger at forbedre sig. Han bliver dog stiller overfor flere problemer i sit forretningsliv.
Efter Tony er blevet udskrevet fra hospitalet, bliver, Johnny Sacks datter gift, og Soprano-familien tager med til brylluppet. Under seancen bliver Tony tydeligt udmattet da sikkerhedsvagter kræver at han skal tage sine sko af. Han kollapser, men bliver ikke såret. Under brylluppet har Johnny Sack fået lov til at forlade fængslet i 6 timer for at se sin datter blive gift. Da hans datter skal til at køre bort, blokerer den SUV som eskorterede Johnny Sack til brylluppet udkørslen, og et skænderi begynder mellem de fremmødte og Johnny Sacks politieskorte. I hvad der af hans eget og Tonys mandskab bliver set som et svaghedstegn, begynder Johnny Sack at græde og lægges i håndjern før han køres tilbage til fængslet.
Vito Spatafore bliver afsløret som homoseksuel efter at være stødt på en ven i en natklub i New York. Rygtet spredes hurtigt, og da Meadow hører at alle andre ved det, fortæller hun Tony og Carmella om da Finn så Vito med sikkerhedsvagten. Finn bliver efterfølgende tvunget til at sidde foran hele Tonys mandskab og fortælle dem hvad han så, hvilket bekræfter deres mistanke om Vitos seksualitet. Tony bliver tilskyndet til at gøre noget ved problemet af Phil Leotardo, som nu er acting boss for New York med Johnny Sack i fængsel. Efter Vito er blevet afsløret, stikker han af fra byen og skjuler sig i en by i New Hampshire hvor han begynder at skrive en bog, og mødes med de lokale. Vito påbegynder også et romantisk forhold med en mandlig kok på en lokal diner. Til sidst vender Vito dog tilbage til New Jersey, og beder Tony om tilladelse til at vende tilbage til sit arbejde, omend i Atlantic City. Han fastholder stadigvæk at han ikke er homoseksuel. Tony grubler over beslutningen om han skal lade ham arbejde, såvel som om han skal lade ham leve. Da Tony ikke handler, bryder Phil ind og dræber Vito. Da et medlem af New York-familien, Fat Dom Gamiello, besøger Jersey-kontoret, og ikke vil holde op med at joke om Vito og hans død, dræber Carlo Grimaldi og Silvio ham i et raserianfald over hans mangel på respekt. Endnu en gang er familierne på kanten af en krig.
I løbet af den første halvdel af sæsonen rejser Chris og "Little" Carmine til Los Angeles for at prøve at hyre Ben Kingsley til en film de vil lave, kaldet Cleaver, som grundlæggende skulle være en blanding af The Godfather og Saw. Kingsley afslår dog. Mens han er i Los Angeles falder Chris også tilbage til sit gamle kokainmisbrug.
Tony overvejer at dræbe flere af sine bekendte for relativt små problemer. Christopher kan ikke forlade mafiaen, afleder sine problemer ved at blive afhængig af narkotika igen, og dræber sin ven fra Anonyme Narkomaner. Han bliver efterfølgende alvorligt såret i en bilulykke, som sker da han kører bil under påvirkning af narkotika. Tony, den eneste passager, er ikke alvorligt såret, og da han hører at Chris har taget stoffer kvæler han ham til døde. A.J.'s kæreste slår op med ham, hvilket giver A.J. en depression, som kulminerer da han forsøger at drukne sig i familiens svømmepøl. Dr. Melfi bliver af venner overbevist om at Tony ikke gør nogen fremskridt, og måske endda bruger deres terapitimer til at fremme sine egne, sociopatiske mål. Hun dropper ham efterfølgende som patient.
Johnny Sack dør af lungekræft i fængslet, mens Phil Leotardo konsoliderer sin position i Lupertazzi-familien. Han får alle modstandere af hans lederskab dræbt, og overtager derefter officielt familien. I en genoptagelse af et tidligere stridspunkt vil Phil ikke gå på kompromis med Tony på en affaldskontrakt.
Da Tony overfalder en Lupertazzi-soldat for at have ydmyget Meadow mens hun var på en date, beslutter Phil sig for at det er på tide at 'hugge hovedet af' Soprano-mandskabet. Phil beordrer henrettelserne af Bobby Baccalieri, som bliver dræbt ved skud, Silvio, som havner i en koma, og Tony, som går under jorden. Der bliver slået en handel af med resten af Lupertazzi-familien, som går med til at ignorere ordren om at dræbe Tony, hvilket giver Tony en mulighed for at gå efter Phil. En FBI-agent informerer Tony om hvor Phil er, og Tony får efterfølgende Phil dræbt.
Tony mistænker Carlo Grimaldi, en af sine capo'er, for at være blevet stikker i et forsøg på at hjælpe sin søn, som for nylig var blevet anholdt for at handle med ecstasy. Tony mødes med sin sagfører, som informerer ham om at en stor del af både New York- og Jersey-mandskabet bliver indkaldt som vidner til en større retssag, som tilsyneladende er undervejs.
Noget tid efter mødes Tony, Carmela og A.J. til en middag i byen, mens Journey-sangen "Don't Stop Believin'" spiller i baggrunden. Meadow ses komme for sent til middagen, og går over gaden mens resten af familien begynder at spise en forret. I det Meadow kommer op til hoveddøren, skifter kameraet til Tony, døren åbner og en klokke ringer, Tony kigger op og serien smash cutter til sort, hvorefter rulleteksterne kører over skærmen i stilhed.

## Temaer og kendetegn
The Sopranos er kendt for David Chases flerfacetterede, symbolisme-tunge skrivestil, og serien har altid været genstand for megen analyse.
Chase og hans medforfattere berørte en stort antal psykologiske, filosofiske, sociale og politiske temaer i løbet af serien.

### Drømme
Et påfaldende aspekt af The Sopranos er dens drømmesekvenser. Chase, som skrev de fleste af drømmesekvenserne, har sagt om dem, "Vi har brugt de drømme til at fremme fortællingen. For eksempel kunne "Funhouse" have været en historie hvori Tony modtog information om at Pussy var stikkeren, og han undersøger det nærmere og vi laver noget tåbeligt procedure indtil vi har beviset i hånden. Og jeg kunne bare ikke gå gennem det. Jeg kan ikke fordrage den [slags]. Så vi besluttede os for at det ville være mere interessant at Tony et eller andet sted allerede ved det, at hans ven forråder ham, og det gør ham syg kombineret med noget dårlig kylling, og hans underbevidsthed bryder ud på den måde og giver ham informationen." Drømmesekvensen omfatter at Tony taler til Big Pussy som fisk og indser at hans ven er FBI-stikker. En anden kendt drøm er sekvensen i "The Test Dream", som er over 20 minutter lang.
Sæson seks indeholder den længste sammenhængende "drøm" hvori Tony som en almindelig mand får sin identitet forvekslet med en mand ved navn Kevin Finnerty. I drømmen sidder Tony fast i Costa Mesa i Californien, en by som han rejste til i forretningsøjemed og som han, på grund af den forvekslede identitet, ikke kan rejse hjem fra. Finnerty portrætteres som en sælger der lever et konservativt, lovlydigt liv. I den 'virkelige' verden kæmper Tony for sit liv efter at være blevet skudt i maven af sin senile onkel. Tony var døende, og på nogle måder repræsenterer denne sekvens det liv han kunne have levet. I løbet af denne sekvens har han et sammenstød med buddhistiske munke i et nærliggende kloster. I slutningen af drømmesekvensen er det Meadows stemme som trækker Tony tilbage mens han ellers var parat til at gå igennem døren ind til det liv han kunne have levet, formodentlig en portal ind i døden.

### Hentydninger

#### Goodfellas
Chase har udtalt at Martin Scorseses gangsterfilm Goodfellas (1990) var en inspirationskilde for ham, og har kaldt den hans "Koran."
The Sopranos begyndte med fire medlemmer af rollebesætningen (Lorraine Bracco, Michael Imperioli, Tony Sirico og Vincent Pastore) som havde medvirket i Goodfellas. Joseph Gannascoli, som kort kan ses i filmen som en unavngivet statist, kom med i serien som Vito Spatafore i anden sæson, og senere kom Frank Vincent, en anden skuespiller fra Goodfellas, med som Phil Leotardo. Mange andre tilbagevendende og mindre roller i serien havde tidligere medvirket i filmen. I alt har 27 skuespillere medvirket i begge produktioner. Goodfellas-stjernen Ray Liotta var en tidlig kandidat til at spille Tony Soprano. Senere afviste Liotta også at spille rollen som Ralph Cifaretto.
Serien indeholder også flere hentydninger til filmen. For eksempel bliver Michael Imperiolis rolle "Spider" i Goodfellas skudt i foden. I The Sopranos-episoden "The Legend of Tennessee Moltisanti" skyder hans rolle Christopher Moltisanti en butiksekspedient i foden. Da ekspedienten skriger af smerte og råber "Du skød mig i foden!" forlader Christopher området og siger "Det sker". I Goodfellas bliver Lorraine Braccos rolle misbrugt og hun fortæller det til sin kæreste, Henry Hill, som derefter går efter den skyldige; i The Sopranos bliver hendes rolle, Dr. Melfi, voldtaget, men nægter at fortælle Tony om det. I den anden episode møder Christopher Martin Scorsese (spiller af Tony Caso) foran en natklub, og fortæller ham hvor godt han kan lide Kundun.

#### The Godfather
The Sopranos er flere måder forbundet til Francis Ford Coppola's Godfather-trilogi. Serien deler flere skuespillere med filmene; vigtigst Dominic Chianese, som spiller Junior Soprano i serien, og spiller Johnny Ola i The Godfather Part II.
Ydermere gøres det klart at gangsterne i The Sopranos selv vældig godt kan lide filmene – så godt at de i deres samtaler med hinanden ofte henviser til hver film ved dens nummer i serien (kalder den første film "Et" osv.). Tidligt i serien laver Silvio Dante ofte en efterligning af Al Pacino som Michael Corleone. Tonys egen kærlighed til filmene vises også; da hans mænd ser en bootleg-dvd af den anden film kort før de tager til Italien udtaler han at hans yndlingsdel fra alle filmene er delen i Part II hvor Vito Corleone tager hjem til Italien. I sæson 6 forsøger A.J. at myrde onkel Junior, og siger at et af Tonys yndlingsøjeblikke i The Godfather er da Michael Corleone hævner sin far.
Anmeldere har også bemærket en række visuelle og symbolske hyldester og hentydninger til The Godfather i serien. For eksempel har Tony i den første sæson lige fået købt en appelsinjuice da to mænd forsøger at myrde ham; dette er lavet efter en scene i den første Godfather-film hvori Vito køber appelsiner kort før han bliver skudt. Herudover er der, efter Livia Sopranos død i tredje sæson, en scene hvor Tony tager en elevator til begravelsesfirmaets kælder og bedemanden forsikrer ham at han vil "bruge alle [sine] kræfter og alle [sine] evner" på Livias vegne. Scenen er en direkte hyldest til scenen i The Godfather hvor Vito beder om en tjeneste fra Bonasera efter mordet på en af Corleonesønnerne, Santino.
Forfatter Peter E. Bondanella hævder at seriens henvisninger til det klassiske gangsterdrama er mere end blot simpel parodi og hyldest. Han siger at Chase "gør brug af henvisninger til Coppola-mesterstykkerne på en klog måde, og bruger dem både til at glæde os når vi genkender dem og til at tilføje lag af mening til hans egne historier."

### Product placement
The Sopranos gjorde ofte brug af virkelige brandnavne til produkter på programmet. Hvad der generelt kendes som product placement. Seriens producenter har udtalt at de aldrig modtog betaling for at vise produkter i serien, selvom de ofte modtog produkterne som blev vist på skærmen, deriblandt fine vine og computere, gratis; de virkelige brands blev brugt for at forstærke seriens realisme.

## Modtagelse

### Seertal
The Sopranos var en enorm seersucces, og er den mest succesfulde kabel-tv-serie nogensinde i fjernsynets historie. På trods af at den blev sendt på betalings-kabel-tv-kanalen HBO, som er tilgængelig i betragteligt færre amerikanske hjem end almindelige tv-kanaler så havde serien ofte lige så mange eller flere seere end de fleste populære tv-serier på samme tid. Nielsen ratings for seriens første fire sæsoner er dog ikke helt præcise, da Nielsen før januar 2004 rapporterede samlede tal for kabelnetværk, hvilket betød at folk som så andre HBO-kanaler end den centrale, hvorpå The Sopranos blev vist, ville blive inkluderet i vurderingen af seertal.
| Sæson     | Oprindeligt sendt ()                  | Nielsen ratings (i millioner) | Nielsen ratings (i millioner) | Nielsen ratings (i millioner) |
| Sæson     | Oprindeligt sendt ()                  | Sæsonpremiere                 | Sæsonfinale                   | Sæsongennemsnit               |
| --------- | ------------------------------------- | ----------------------------- | ----------------------------- | ----------------------------- |
| 1         | 10. januar 1999 – 4. april 1999       | 3,45                          | 5,22                          | 3,46                          |
| 2         | 16. januar 2000 – 9. april 2000       | 7,64                          | 8,97                          | 6,62                          |
| 3         | 4. marts 2001 – 20. maj 2001          | 11,26                         | 9,46                          | 8,87                          |
| 4         | 15. september 2002 – 8. december 2002 | 13,43                         | 12,48                         | 10,99                         |
| 5         | 7. marts 2004 – 6. juni 2004          | 12,14                         | 10,98                         | 9,80                          |
| 6 (del 1) | 12. marts 2006 – 4. juni 2006         | 9,47                          | 8,90                          | 8,60                          |
| 6 (del 2) | 8. april 2007 – 10. juni 2007         | 7,66                          | 11,90                         | 8,23                          |

### Anmeldelser og indtryk
The Sopranos er af anmeldere blevet hyldet som en af de største og mest banebrydende tv-serier nogensinde, selvom anmeldernes vurdering af serien har varieret betragteligt fra sæson til sæson.
Den er blevet kaldt "måske det største popkultur-mesterstykke for sin tid" af Vanity Fair. The New Yorker-skribenten David Remnick kaldte serien "den rigeste bedrift i fjernsynets historie."
TV Guide har placeret The Sopranos som nr. 5 på deres liste over "Top 50 tv-serier nogensinde."
I 2007 udnævnte Channel 4 (Storbritannien) The Sopranos til den største tv-serie nogensinde.
Serien blev også inkluderet i TIME's "De 100 bedste tv-serier nogensinde," hvor skribenten James Poniewozik skrev "Denne mafiasaga viste præcis hvor kompleks og involverende tv-fortællinger kunne være, [og] inspirerede en eksplosion af ambitiøse dramaer både på og udenfor kabel-tv."
Seriens første sæson modtog overvældende positive anmeldelser.
Efter sin oprindelige udsendelse i 1999 skrev The New York Times "[The Sopranos] er måske det største værk af amerikansk populærkultur i det sidste kvarte århundrede." I 2007 skrev PopMatters "debutsæsonen af The Sopranos forbliver det absolutte højdepunkt for amerikansk tv."
Manuskript, skuespil og instruktion er ofte blevet peget på som specielt gode aspekter. Serien har også modtaget betragtelig opmærksomhed fra anmeldere og journalister for dens valg af musik, cinematografi og vilje til at omhandle svære emner.

### Priser
The Sopranos blev nomineret til Primetime Emmy Award for Outstanding Drama Series i hvert eneste år den var gyldig kandidat. Efter at være nomineret og have tabt i 1999, 2000, 2001 og 2003 (første gang til Advokaterne, og de tre næste til Præsidentens mænd), vandt The Sopranos prisen i 2004, og igen i 2007, og blev den første kabel-tv-serie til at vinde prisen. Dens sejr i 2007 gjorde The Sopranos den første dramaserie siden Upstairs, Downstairs i 1977 til at vinde prisen efter den var afsluttet. Serien optjente 21 nomineringer for Outstanding Writing for a Drama Series, og vandt prisen seks gange.
The Sopranos vandt mindst en Emmy Award for Acting i hvert opstillingsår bortset fra 2006 og 2007. James Gandolfini og Edie Falco blev hver især nomineret seks gange til henholdsvis Outstanding Lead Actor og Actress, og vandt begge tre. Joe Pantoliano vandt en Emmy for Outstanding Supporting Actor i 2003, og Michael Imperioli og Drea de Matteo vandt også Emmyer i 2004 for deres biroller i serien. Blandt andre skuespillere som har modtaget Emmy-nomineringer for serien er Lorraine Bracco (i Lead Actress- og Supporting Actress-kategorierne), Dominic Chianese, Nancy Marchand, Aida Turturro, Steve Buscemi (som også blev nomineret for at have instrueret episoden "Pine Barrens"), Tim Daly, John Heard og Annabella Sciorra.
I 2000 og 2001 vandt The Sopranos to George Foster Peabody Awards i træk. Kun to andre serier har vundet prisen flere år i træk: Northern Exposure og Præsidentens mænd. Serien modtog også flere nomineringer ved Golden Globe Awards (og vandt for Best Drama Series i 2000) og de store lavpriser (Directors, Producers, Writers og Actors).

### Kontroverser
Serien er ofte blevet kritiseret for angiveligt at bevare negative stereotyper omkring italiensk-amerikanere. I 2000 nægtede myndighederne i Essex County producenterne tilladelse til at filme på deres ejendom, da de mente at serien afbillede italiensk-amerikanere i et "mindre end gunstigt lys." Serien behandlede emnet om italiensk-amerikansk identitet i episoden "Christopher" fra 2002, som omhandlede New York Citys årlige Columbusdagsparade. Senere samme år blev rollebesætningen på The Sopranos nægtet at deltage i den virkelige begivenhed af arrangørerne.
Chase har forsvaret sin serie, og har sagt at den ikke stereotypiserer alle italiensk-amerikanere, men kun afbilleder en lille kriminel subkultur.

## Dvd-udgivelser
| Sæson                            | Udgivelsesdato    | Udgivelsesdato    | Udgivelsesdato    | Episoder | Ekstramateriale | Diske |
| Sæson                            | Region 1          | Region 2          | Region 4          | Episoder | Ekstramateriale | Diske |
| -------------------------------- | ----------------- | ----------------- | ----------------- | -------- | --- | ----- |
| 1                                | 12. december 2000 | 24. november 2003 | 24. november 2003 | 13       | - Et 77-minutters interview med seriens skaber David Chase, foretaget af filmhistoriker og instruktør Peter Bogdanovich. - "Family Life"-featurette. - "Meet Tony Soprano"-featurette. - Et kommentarspor med David Chase og Peter Bogdanovich til pilotepisoden. | 4     |
| 2                                | 6. november 2001  | 24. november 2003 | 24. november 2003 | 13       | - "The Real Deal"-featurette. - "A Sit Down With Tony Soprano"-featurette. - Fire kommentarspor med involverede i serien til episoderne "Commendatori", "From Where to Eternity", "The Knight in White Satin Armor" og "Funhouse." | 4     |
| 3                                | 27. august 2002   | 24. november 2003 | 24. november 2003 | 13       | - "A Day On The Set Of The Sopranos"-featurette. - Tre kommentarspor med involverede i serien til episoderne "The Telltale Moozadell", "Pine Barrens" og "Amour Fou." | 4     |
| 4                                | 28. oktober 2003  | 3. november 2003  | 3. november 2003  | 13       | - Easter Eggs. - Episodiske previews og opsummeringer. - Biografier. - Fire kommentarspor med involverede i serien til episoderne "The Weight", "Everybody Hurts", "Whoever Did This" og "Whitecaps." | 4     |
| 5                                | 7. juni 2005      | 20. juni 2005     | 17. august 2005   | 13       | - Fem kommentarspor med involverede i serien til episoderne "All Happy Families...", "Sentimental Education", "In Camelot", "Cold Cuts" og "Long Term Parking." | 4     |
| 6 (Part 1)                       | 7. november 2006  | 27. november 2006 | 7. marts 2007     | 12       | - Fire kommentarspor med involverede i serien til episoderne "Join The Club", "Luxury Lounge", "The Ride" og "Kaisha." | 4     |
| 6 (Part 2)                       | 23. oktober 2007  | 19. november 2007 | 31. januar 2008   | 9        | - "Making Cleaver: Behind the scenes of Christopher's horror film"-featurette. - "The Music of The Sopranos" – Skaber David Chase, medvirkende og mandskab diskuterer sangene fra serien. - Fire kommentarspor med involverede i serien til episoderne "Soprano Home Movies", "Remember When", "The Second Coming" og "The Blue Comet." | 4     |
| Complete HBO Seasons 1–6 Box set | N/A               | 19. november 2007 |                   | 86       | - Samler de tidligere udgivede bokssæt. | 28    |
| Complete series – Deluxe Edition | 11. november 2008 | 24. november 2008 |                   | 86       | - Indeholder alt ekstramateriale fra de tidligere udgivede bokssæt. - Aldrig tidligere sete scener fra alle seks sæsoner. - Eksklusive interviews med David Chase lavet af skuespiller Alec Baldwin. - Supper with The Sopranos: To middage med medvirkende og mandskab fra serien hvor de diskuterer seriens afslutning. - Tabte scener fra alle seks sæsoner af The Sopranos. - Panel Center Seminar: Diskussioner med dræbte personer. - Extra Gravy: Parodier, heriblandt The Simpsons og Saturday Night Live. | 30    |

## Fodnoter
1. 1 2  
Carter, Bill (2005-08-11). "HBO Pushes End of 'The Sopranos' to 2007". The New York Times. Hentet 2007-11-14.
2. ↑  
Stanley, Alessandra (2007-04-08). "This Thing of Ours, It's Over". The New York Times. Hentet 2007-11-14.
3. 1 2  
Ryan, Maureen (2007-04-23). "The Sopranos Is the Most Influential Television Drama Ever". PopMatters. Hentet 2007-09-22.
4. ↑  
Boedeker, Hal (2007-06-04). "How will 'The Sopranos' end?". PopMatters. Hentet 2007-10-07.
5. ↑  
"The Sopranos books at HBO Store". HBO. Hentet 2007-09-22.
6. ↑  "The Sopranos: Road to Respect at IGN". IGN. Arkiveret fra originalen 21. februar 2009. Hentet 2007-09-22.
7. ↑  
"HBO Store - The Sopranos". HBO. Hentet 2007-09-22.
8. 1 2 3  "David Chase profile at HBO.com". HBO. Arkiveret fra originalen 19. februar 2012. Hentet 2007-11-14.
9. 1 2 3 4 5 6 7 8 9 10 11  
Biskind, Peter (april 2007). "An American Family". Vanity Fair. Hentet 2007-09-22.
10. ↑  
Ehrmann, Bert (2006-03-20). "The Sopranos – "Oh Poor You!"". Fort Wayne Reader. Hentet 2007-09-22.
11. 1 2  
"David Chase Biography (1945-)". www.filmreference.com. Hentet 2007-11-14. {{cite web}}: Ekstern henvisning i |publisher= (hjælp)
12. 1 2 3 4  Lee, Mark (maj 2007). "Wiseguys: A conversation between David Chase and Tom Fontana". Writers Guild of America, West. Arkiveret fra originalen 16. november 2007. Hentet 2007-11-14.
13. ↑  
Baker, Kathryn (1988-11-23). "Almost Grown: tells story of growing up". Wichita Eagle. s. 9A.
14. 1 2 3 4 5  Oxfeld, Jesse (2002). "Family Man". Stanford Magazine. Arkiveret fra originalen 20. februar 2012. Hentet 2007-09-22.
15. 1 2  "David Chase at Hollywood.com". www.hollywood.com. Arkiveret fra originalen 6. december 2012. Hentet 2007-11-14. {{cite web}}: Ekstern henvisning i |publisher= (hjælp)
16. 1 2 3  
Chase, David og Bogdanovich, Peter (1999). "The Sopranos" - David Chase interview (DVD). HBO.
17. 1 2  Dougherty, Robin (1999-01-20). "Chasing TV". Salon.com. Arkiveret fra originalen 11. oktober 1999. Hentet 2007-09-22.
18. 1 2  Dana, Will (2006-03-10). ""Sopranos" Creator Shoots Straight". Rolling Stone. Arkiveret fra originalen 8. november 2008. Hentet 2007-11-11.
19. ↑  Zoller Seitz, Matt (2001-03-04). "Boss of bosses". The Star-Ledger. Arkiveret fra originalen 6. februar 2009. Hentet 2007-11-27.
20. 1 2  Flaherty, Michael (2007-06-08). "Sopranos signoff marks end of era". The Hollywood Reporter. Arkiveret fra originalen 21. september 2007. Hentet 2007-11-11.
21. ↑  Davis, Ivor; Haward, Anthony (2004-07-18). "Sopranos star Lorraine Bracco thought her five minutes of fame had ended with Goodfellas". www.lbracco.com. Arkiveret fra originalen 5. januar 2008. Hentet 2007-11-11. We first spoke about Carmela," says Bracco, "but it would have been too much of the same for me if I'd taken it... I had done it in Goodfellas and I had done it very well, and to do it again was not the right thing. I told him I loved the script and wanted to play Dr. Melfi. And he bought it. {{cite web}}: Ekstern henvisning i |publisher= (hjælp)
22. ↑  
"AmIAnnoying - Tony Sirico". AmIAnnoying.com. Hentet 2007-11-11.
23. ↑  
"Cast: The-Sopranos.com - Tony Sirico". www.thesopranos.com. Hentet 2007-11-11. {{cite web}}: Ekstern henvisning i |publisher= (hjælp)
24. ↑  "A Hit Man In More Ways Than One". CBS News. 2007-03-18. Arkiveret fra originalen 17. februar 2012. Hentet 2007-11-14.
25. ↑  
"Steven Van Zandt biography at Yahoo". Yahoo!. Hentet 2007-11-14.
26. ↑  
Carter, Bill (2007-06-10). "One Final Whack at That HBO Mob". The New York Times. Hentet 2007-11-27.
27. 1 2 3  Wolk, Josh (2007-04-06). "Burying the Sopranos". Entertainment Weekly. Arkiveret fra originalen 9. juli 2012. Hentet 2007-10-07.
28. ↑  "Joe Pantoliano as Ralph Cifaretto". HBO. Arkiveret fra originalen 9. januar 2010. Hentet 2008-09-02.
29. ↑  "Robert Loggia as Michele "Feech" La Manna". HBO. Arkiveret fra originalen 15. januar 2010. Hentet 2008-09-02.
30. ↑  "Steve Buscemi as Tony Blundetto". HBO. Arkiveret fra originalen 15. januar 2010. Hentet 2008-09-02.
31. ↑  "Frank Vincent as Phil Leotardo". HBO. Arkiveret fra originalen 6. januar 2010. Hentet 2008-09-02.
32. ↑  "Peter Bogdanovich as Dr. Elliott Kupferberg". HBO. Arkiveret fra originalen 15. januar 2010. Hentet 2008-09-05.
33. ↑  "John Heard Biography". Yahoo! Movies. Hentet 2008-09-05.
34. ↑  "Robert Patrick: The Unit on CBS". CBS. Arkiveret fra originalen 5. september 2008. Hentet 2008-09-05.
35. ↑  "Profile: Peter Riegert". SFGate.com. Hentet 2008-09-05.
36. ↑  "Annabella Sciorra as Gloria Trillo". HBO. Hentet 2008-09-05.
37. ↑  "David Strathairn Biography". Yahoo! Movies. Hentet 2008-09-05.
38. ↑  "Charles S. Dutton Filmography". The New York Times. Hentet 2008-09-05.
39. ↑  "Ken Leung Biography". Yahoo! Movies. Hentet 2008-09-05.
40. ↑  Richmond, Ray (2007-04-09). "Sopranos finale begins on downbeat note". Reuters. Hentet 2008-09-06.
41. 1 2  Biskind, Peter (2007-03-13). "The Family that Preys Together". Vanity Fair. Hentet 2007-11-11.
42. ↑  
"Brad Grey profile at HBO.com". HBO. Hentet 2009-07-07.
43. 1 2 3  
"HBO: The Sopranos: Cast and Crew". HBO. Hentet 2007-11-11.
44. ↑  Konow, David (2007-10-25). "The Sopranos From a Different Perspective". Fringe Drinking. Arkiveret fra originalen 28. november 2007. Hentet 2007-11-14. {{cite web}}: Ekstern henvisning i |work= (hjælp)
45. ↑  
"HBO: Terence Winter, Executive Producer : The Sopranos". HBO. Hentet 2007-11-11.
46. ↑  
Steinberg, Jacques (2007-07-18). "In Act 2, the TV Hit Man Becomes a Pitch Man". The New York Times. Hentet 2007-11-14.
47. ↑  
"HBO: Michael Imperioli as Christopher Moltisanti: The Sopranos". HBO. Hentet 2007-11-11.
48. ↑  "HBO: The Sopranos: Episode Guide: Season 5: Episode 56". HBO. Arkiveret fra originalen 9. januar 2010. Hentet 2008-09-03.
49. ↑  "HBO: Steve Buscemi, Director: The Sopranos". HBO. Hentet 2008-09-03.
50. ↑  "HBO: Peter Bogdanovich, Director: The Sopranos". HBO. Hentet 2008-09-03.
51. ↑  "David Chase directing his first feature". EW.com. 2008-05-09. Arkiveret fra originalen 10. oktober 2008. Hentet 2008-09-03.
52. 1 2  
"HBO: Sopranos: Behind the Scenes: Director of Photography Feature". HBO. Hentet 2007-11-14.
53. 1 2  Cooper, Lorna (2007). "Bada Bye To The Sopranos". MSN. Arkiveret fra originalen 11. august 2009. Hentet 2007-11-14.
54. 1 2  Sepinwall, Alan (2006-03-08). "The hits keep on coming". The Star-Ledger. Arkiveret fra originalen 5. juni 2011. Hentet 2007-11-11.
55. ↑  Gross, Joe (2000-01-04). "Sharps & Flats". Salon.com. Arkiveret fra originalen 17. januar 2007. Hentet 2007-11-11.
56. 1 2 3  Ventre, Michael (2006-04-02). "Music another member of the Sopranos' crew". MSNBC. Hentet 2007-11-11.
57. ↑  Browne, David (2001-05-18). "The Sopranos; Peppers & Eggs". Entertainment Weekly. Arkiveret fra originalen 21. december 2007. Hentet 2007-11-11.
58. ↑  Gilbertson, Jon M. (2008-07-02). "Alabama 3 tastes some success, especially with 'Sopranos' theme". Milwaukee Journal Sentinel. Hentet 2008-09-03.{{cite web}}:  CS1-vedligeholdelse: url-status (link)
59. ↑  "Con Te Partiro - abmusica.com". Andrea Bocelli Lyrics Archive. Arkiveret fra originalen 14. november 2007. Hentet 2007-11-14. {{cite web}}: Ekstern henvisning i |publisher= (hjælp)
60. ↑  
"The Sopranos - Family Values - FAQ". www.the-sopranos.com. Hentet 2007-11-14. {{cite web}}: Ekstern henvisning i |publisher= (hjælp)
61. ↑  
McDonald, Jim (2007-06-10). "Sopranos: One of the Most Popular TV Dramas of All Time!". findinarticles.com. Hentet 2007-11-14. {{cite web}}: Ekstern henvisning i |publisher= (hjælp)
62. ↑  
"Amazon.com: The Sopranos: Music From The HBO Original Series". Amazon.com. Hentet 2007-11-14.
63. ↑  
"The Sopranos: Music from the HBO Original Series: Billboard Albums at Allmusic". Allmusic. Hentet 2007-09-22.
64. ↑  
"Amazon.com: The Sopranos - Peppers and Eggs: Music From The HBO Series". Amazon.com. Hentet 2007-11-14.
65. ↑  
"The Sopranos: Peppers & Eggs (Music From the HBO Original Series): Billboard Albums at Allmusic". Allmusic. Hentet 2007-09-22.
66. 1 2 3 4 5 6 7  Parrillo, Rosemary (2001-03-04). "The Locations". The Star-Ledger. Arkiveret fra originalen 15. maj 2010. Hentet 2007-11-14.
67. ↑  
"'Sopranos' Pork Store Demolished". Fox News. 2007-11-12. Hentet 2007-11-14.
68. 1 2 3  Zoller Seitz, Matt (2000-01-16). "Location, location, location". The Star-Ledger. Arkiveret fra originalen 6. februar 2009. Hentet 2007-11-14.
69. ↑  
"HBO: The Sopranos: Behind the Scenes: Inside the Opening Credits". HBO. Hentet 2007-11-14.
70. ↑  
Chase, David (1999). "The Sopranos" commentary track (DVD). HBO.
71. ↑  En parodi på åbningssekvensen blev brugt i en episode af The Simpsons. I "Papa's Got a Brand New Badge" blev der brugt en variation over sekvensen, hvor Fat Tony kører ud af en Springfieldtunnel. Fat Tony fortsætter derefter med at køre igennem Springfield til det samme lydspor som originalen.
Pfefferman, Naomi (2001-10-12). "The Left 'Wing'". The Jewish Journal of Greater Los Angeles. Arkiveret fra originalen 6. december 2008. Hentet 2007-11-14.
72. ↑  "Character profile - Tony Soprano". HBO. Arkiveret fra originalen 15. februar 2009. Hentet 2007-09-28.
73. ↑  "Character profile - Dr. Jennifer Melfi". HBO. Hentet 2007-09-28.
74. ↑  "Character profile - Carmela Soprano". HBO. Hentet 2007-09-28.
75. ↑  "Character profile - Meado (Meadow) Soprano". HBO. Hentet 2007-09-28.
76. ↑  "Character profile - AJ Soprano". HBO. Hentet 2007-09-28.
77. ↑  "Character profile - Livia Soprano". HBO. Hentet 2007-09-28.
78. ↑  "Character profile - Janice Soprano". HBO. Hentet 2007-09-28.
79. ↑  "Character profile - Corrado "Junior" Soprano". HBO. Hentet 2007-09-28.
80. ↑  "Character profile - Tony Blundetto". HBO. Hentet 2007-09-28.
81. ↑  "Character profile - Christopher Moltisanti". HBO. Hentet 2007-09-28.
82. ↑  "Character profile - Silvio Dante". HBO. Hentet 2008-07-29.
83. ↑  "Character profile - Paulie Walnuts". HBO. Hentet 2008-07-29.
84. ↑  "Character profile - Big Pussy". HBO. Hentet 2008-07-29.
85. ↑  "Character profile - Patsy Parisi". HBO. Hentet 2008-07-29.
86. ↑  "Character profile - Furio Giunta". HBO. Hentet 2008-07-29.
87. ↑  "Character profile - Bobby Baccala". HBO. Hentet 2008-07-29.
88. ↑  "Character profile - Richie Aprile". HBO. Hentet 2008-07-29.
89. ↑  "Character profile - Ralph Cifaretto". HBO. Hentet 2008-07-29.
90. ↑  "Character profile - Eugene Pontecorvo". HBO. Hentet 2008-07-29.
91. ↑  "Character profile - Vito Spatafore". HBO. Hentet 2008-07-29.
92. ↑  "Character profile - Hesh Rabkin". HBO. Hentet 2008-07-29.
93. ↑  "Character profile - Adriana La Cerva". HBO. Hentet 2008-07-29.
94. ↑  ,"Character profile - Rosalie Aprile". HBO. Hentet 2008-07-29.
95. ↑  "Character profile - Artie Bucco". HBO. Hentet 2008-07-29.
96. ↑  "Character profile - Charmaine Bucco". HBO. Hentet 2008-07-29.
97. ↑  "Character profile - Johnny Sack". HBO. Hentet 2008-07-29.
98. ↑  "Character profile - Phil Leotardo". HBO. Hentet 2008-07-29.
99. ↑  "Character profile - Little Carmine". HBO. Hentet 2008-07-29.
100. ↑  Kelly, David (2002-09-15). "Deconstructing The Sopranos". The New York Times. Arkiveret fra originalen 12. juli 2009. Hentet 2007-11-14.
101. 1 2 3  Sepinwall, Alan. The stuff that Tony's dreams are made of Arkiveret 29. december 2008 hos  Wayback Machine, nj.com, March 6, 2006, accessed March 19, 2007.
102. 1 2  Dehnart, Andy. Real, dream families blend for Tony Soprano, msnbc.com, March 20, 2006, accessed March 19, 2007.
103. ↑  Stark, Jeff. "Jersey Cases Inspire New Season" Arkiveret 14. november 2007 hos  Wayback Machine, Newark Star Ledger, April 5, 2001.
104. ↑  "Ray Liotta Turned Down 'Sopranos'". The Lubbock Avalanche-Journal. 2001-03-15. Hentet 2008-07-30.
105. ↑  Brady, James (2007-11-25). "In Step With...Michael Imperioli". Parade. Hentet 2008-08-04.
106. ↑  "Dominic Chianese as Corrado "Junior" Soprano". HBO. Arkiveret fra originalen 9. januar 2010. Hentet 2008-07-27.
107. ↑  Di Ionno, Mark (2008-06-10). "'The Sopranos' and stereotypes, perfect together". Newark Star-Ledger. Hentet 2007-07-27.
108. ↑  Phillips, Andrew (2003-02-13). "Interview: Sopranos' Silvio speaks". GW Hatchet. Arkiveret fra originalen 21. august 2009. Hentet 2008-07-27.
109. ↑  Yacowar, Maurice (2003). The Sopranos on the Couch: Analyzing Television's Greatest Series. Continuum.
110. ↑  Cole, Stephen (2007-06-06). "How The Sopranos changed television". CBC.ca. Arkiveret fra originalen 9. juni 2007. Hentet 2008-07-24.
111. 1 2  Bondanella, Peter (2004). Hollywood Italians: Dagos, Palookas, Romeos, Wise Guys, and Sopranos. Continuum International Publishing Group. s. 308.
112. ↑  "Sopranos Product Placement Watch", BusinessWeek Online, 2006
113. ↑  "HBO shows use real brands", USA Today, December 12, 2002
114. ↑  "Advertisers find "Sopranos" hard to refuse" Arkiveret 26. oktober 2005 hos  Wayback Machine, Reuters, October 11, 2002
115. ↑  Mandese, Joe (2003-12-23). "Nielsen Plan Would Whack 'Sopranos,' Other Pay Cable Ratings". Mediapost.com. Arkiveret fra originalen 11. august 2011. Hentet 2009-09-20.
116. 1 2 3 4 5 6 7 8 9 10 11  Ryan, Maureen (2006-03-14). "The comeback". Chicago Tribune. Arkiveret fra originalen 24. april 2008. Hentet 2008-02-26.
117. 1 2 3 4 5 6  Young, Susan (2007-06-12). ""Sopranos" ends with a ratings bump". The Oakland Tribune. Arkiveret fra originalen 12. oktober 2010. Hentet 2009-09-26.
118. 1 2  
Collins, Scott (2006-06-07). "`Sopranos' season finale takes a hit in the ratings". Los Angeles Times. Hentet 2009-09-26.
119. ↑  
Huff, Richard (2007-04-27). ""Sopranos" ratings slip again". The Denver Post. Hentet 2009-09-26.
120. ↑  "'Sopranos' Body Count: 11.9 Million". zap2it.com. 2007-06-12. Arkiveret fra originalen 1. marts 2009. Hentet 2009-09-26.
121. ↑  
Traister, Rebbeca (2007-09-15). "The best TV show of all time". Salon.com. Hentet 2007-09-22.
122. 1 2 3  Poniewozik, James (oktober 2007). "The Sopranos - The 100 Best TV Shows of All-TIME - TIME". TIME. Arkiveret fra originalen 12. april 2010. Hentet 2007-11-14.
123. ↑  
Remnick, David (juni 2007). "Family Guy". The New Yorker. Hentet 2008-07-24.
124. ↑  
"TV Guide Names Top 50 Shows". CBS News. 2002-04-26. Hentet 2008-02-18.
125. ↑  Matthewman, Scott (2007-03-06). "The 50 greatest TV dramas". The Stage. Arkiveret fra originalen 29. maj 2007. Hentet 2007-11-11.
126. ↑  "The Sopranos - The Complete First Season - Rotten Tomatoes". Rotten Tomatoes. Hentet 2007-11-27.
127. ↑  
Holland, Roger (2007-10-11). "Part 4 - Feasts from the Fringe". PopMatters. Hentet 2007-11-27.
128. ↑  "'Arrested Development,' 'Sopranos' win Emmys". Associated Press. 2004-09-20. Hentet 2008-07-24.
129. ↑  "'The Sopranos' Wins Emmy for Best Dramatic Series". FoxNews.com. 2007-09-17. Hentet 2008-07-30.
130. 1 2  "Emmy Awards Database". Academy of Television Arts & Sciences. Arkiveret fra originalen 29. juni 2008. Hentet 2008-07-24.
131. ↑  Hannon, Sharron (2000-04-03). "West Wing, Sopranos among Peabody Award winners". University of Georgia. Hentet 2008-07-27.
132. ↑  Grossberg, Josh (2001-03-29). ""Sopranos," "West Wing" Peabody'd". E! News. Hentet 2008-07-27.
133. ↑  Wolk, Josh (2000-01-23). "Good as Golden". EW.com. Arkiveret fra originalen 2. december 2013. Hentet 2008-07-30.
134. ↑  
McNary, Dave (2008-01-10). "DGA announces TV nominations". Variety. Hentet 2008-07-30.
135. ↑  Susman, Gary (2003-01-23). "Crime Pays". Entertainment Weekly. Arkiveret fra originalen 10. februar 2009. Hentet 2008-07-30.
136. ↑  
Wyatt, Edward (2008-01-28). "Writers Guild Awards go on despite strike". San Francisco Chronicle. Hentet 2008-07-30.
137. ↑  
"Screen Actors Guild awards glitter". USA Today. 2007-12-13. Hentet 2008-07-30.
138. ↑  Schuppe, Jonathan (2000-12-16). "Essex officials tell 'The Sopranos': Fuhgeddabout filming around here". The Star-Ledger. Arkiveret fra originalen 6. februar 2009. Hentet 2008-07-31.
139. ↑  Susman, Gary (2002-10-14). "Marching Banned". EW.com. Arkiveret fra originalen 1. december 2008. Hentet 2008-07-31.
140. ↑  Mays, Jeffrey C. (2001-05-20). "Italian-American targets stereotypes". The Star-Ledger. Hentet 2008-07-31.
141. ↑  "The Sopranos - Series 1". Play.com. Hentet 2007-09-22.
142. ↑  "The Sopranos - Series 2". Play.com. Hentet 2007-09-22.
143. ↑  "The Sopranos - Series 3". Play.com. Hentet 2007-09-22.
144. ↑  "The Sopranos: The Complete 4th Season". TVShowsOnDVD.com. 2003-08-02. Arkiveret fra originalen 18. oktober 2007. Hentet 2007-09-22.
145. ↑  "The Sopranos: The Complete Fifth Seaso". DVDfanatic.com. Arkiveret fra originalen 6. februar 2009. Hentet 2007-09-22. {{cite web}}: Ekstern henvisning i |publisher= (hjælp)
146. ↑  "The Sopranos - Season 6, Part 1". DVDfanatic.com. Arkiveret fra originalen 6. februar 2009. Hentet 2007-09-22. {{cite web}}: Ekstern henvisning i |publisher= (hjælp)
147. ↑  "The Sopranos - Season 6, Part 2". TVShowsOnDVD.com. 2007-07-29. Arkiveret fra originalen 12. oktober 2007. Hentet 2007-09-22.